# Station Klepp
Station Klepp is een spoorwegstation in het dorp Kleppe in de gemeente Klepp in het zuiden van Noorwegen. Het station ligt aan Sørlandsbanen,maar wordt alleen bediend door de stoptreinen van Jærbanen richting Stavanger en Egersund.